# Queen's Club

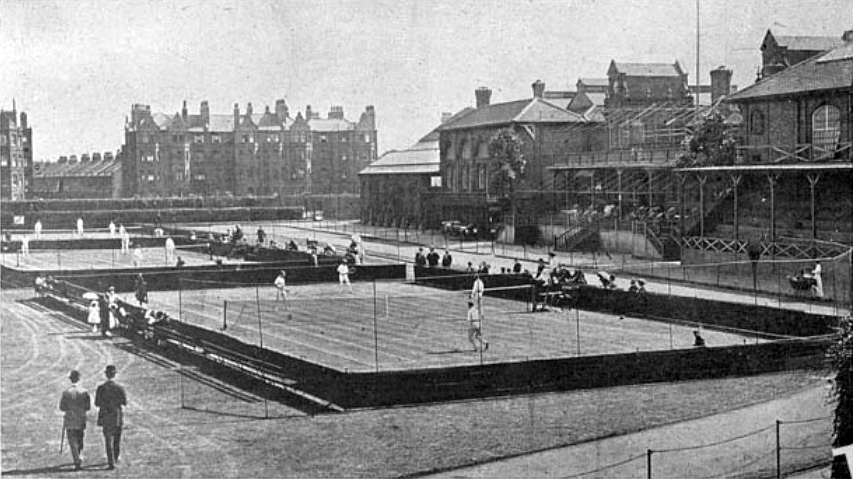
Tre campi in erba di fronte al padiglione del Queen's Club

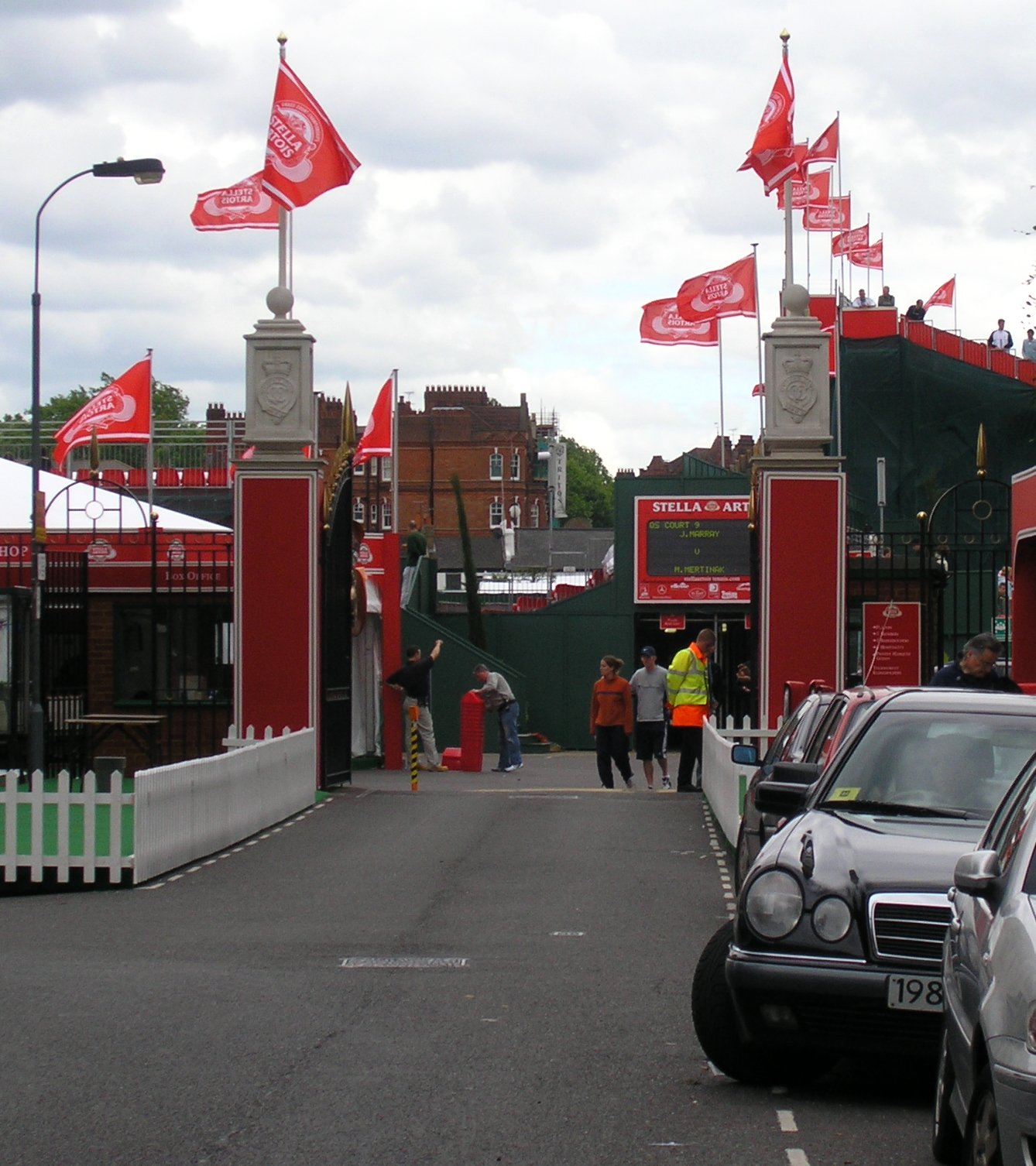
Ingresso al Queen's Club durante i preparativi per i Queen's Club Championships del 2005

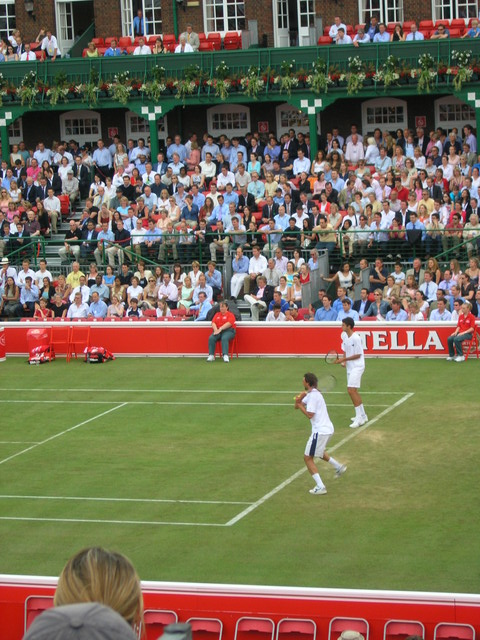
Goran Ivanišević e Mario Ančić giocano in doppio durante i Queen's Club Championships del 2004

Il Queen's Club è un circolo sportivo privato situato a Barons Court, West Kensington, Londra, Inghilterra. Il club ospita l'annuale torneo di tennis su erba maschile Queen's Club Championships (attualmente noto come "cinch Championships" per motivi di sponsorizzazione). Dispone di 28 campi all'aperto e 10 al coperto. Dotato di due campi, è anche la sede nazionale del real tennis e ospita ogni anno il British Open, tranne nel 2020 a causa della pandemia di coronavirus. Il Queen's Club dispone anche di campi da racquets e da squash; divenne la sede centrale di entrambi gli sport dopo la chiusura del Prince's Club nel 1940.